# Kiểm soát loài gây hại

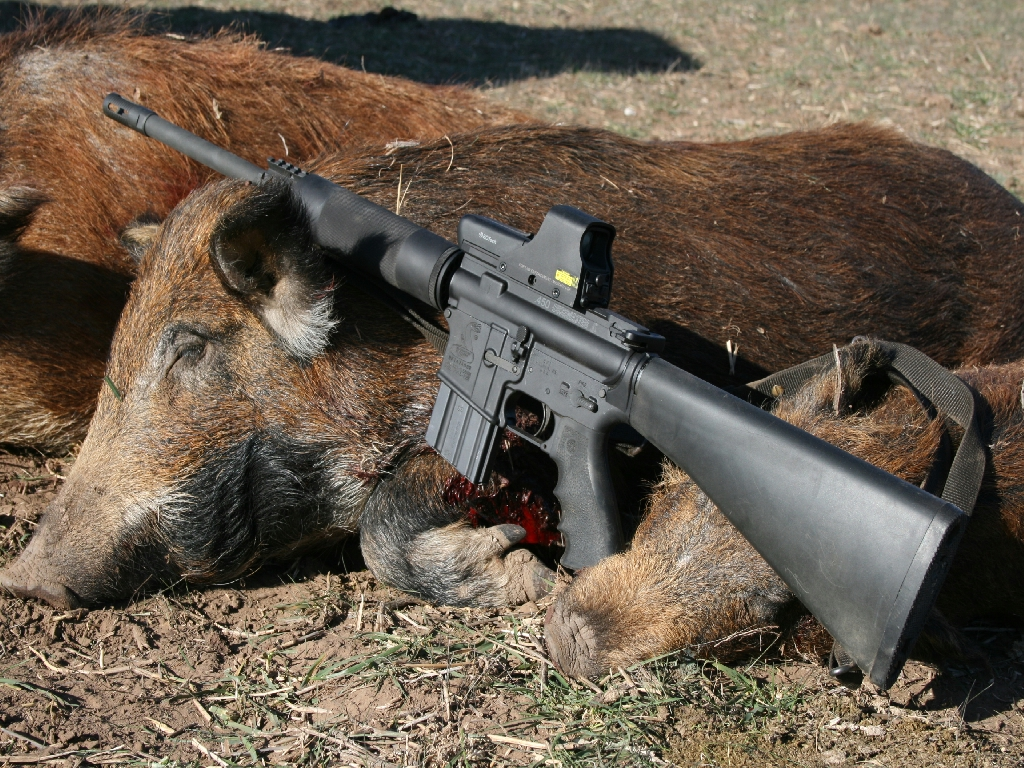
Săn bắn để kiểm soát số lượng động vật là một trong những biện pháp khá phổ biến ở Hoa Kỳ, đặc biệt là đối với lợn hoang, việc săn bắn lợn hoang ở Mỹ được khuyến khích

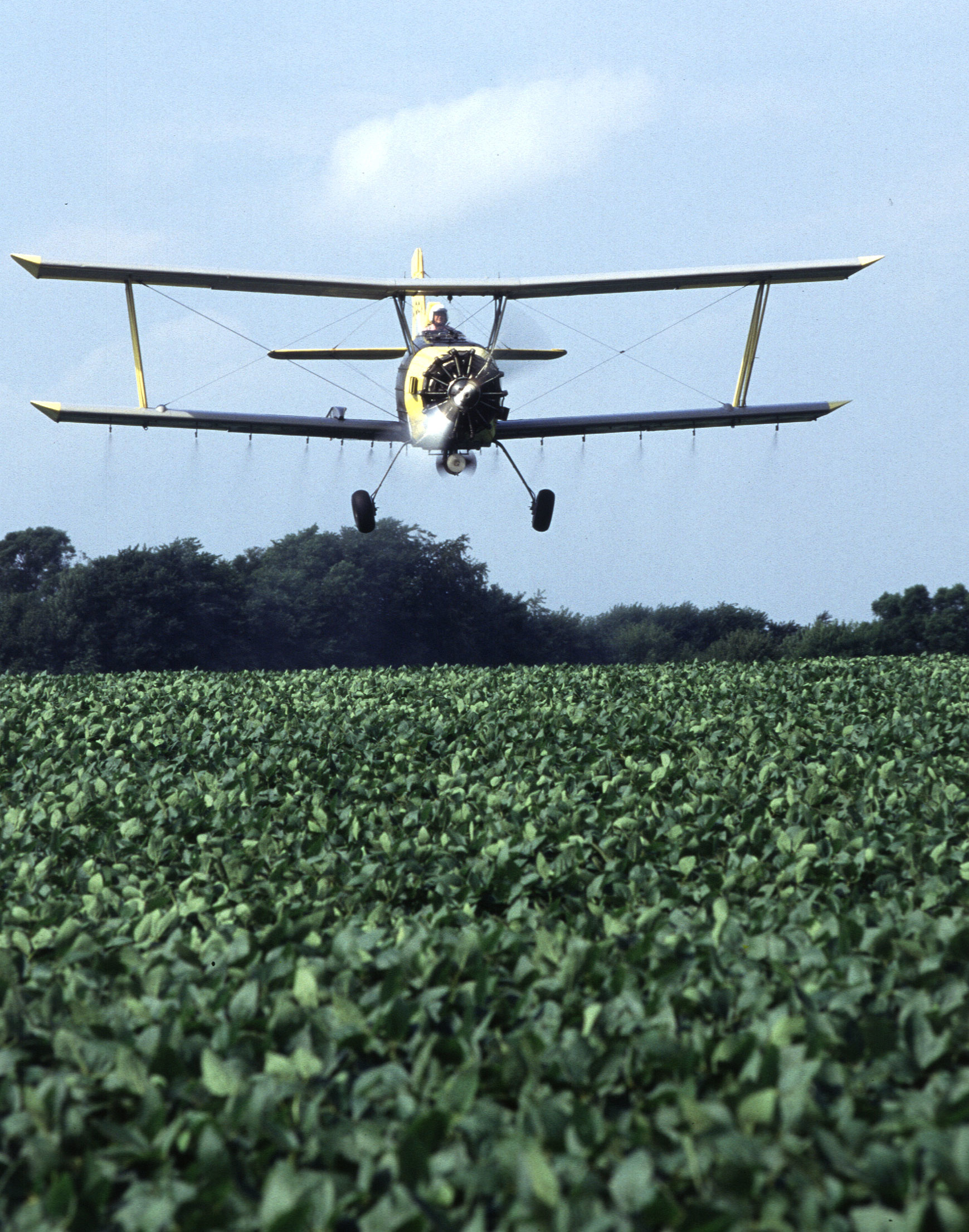
Việc sử dụng thuốc trừ sâu trên diện rộng là một giải pháp trong nông nghiệp nhưng nó cũng tiềm ẩn nguy cơ gây ngộ độc thực phẩm

Kiểm soát loài gây hại, với nhiều tên khác như kiểm soát dịch hại, kiểm soát dịch bệnh, kiểm soát sâu bệnh, kiểm soát sinh vật gây hại hay diệt trừ sâu bệnh, đề cập đến các quy định hoặc quản lý của một loài được xem như là một dịch hại hay loài gây hại, và có thể được coi là có hại cho sức khỏe con người, môi trường hay nền kinh tế. Loài gây hại hay sâu bệnh ít nhất là như kiểu canh tác nông nghiệp trước đây luôn có yêu cầu gìn giữ cho cây trồng sâu hại. Để tối đa hóa sản xuất lương thực, đó là thuận lợi để bảo vệ cây trồng từ các loài thực vật cạnh tranh, cũng như từ các động vật ăn cỏ cạnh tranh với con người.
Các loài gây hại cho thực phẩm như: Chuột, côn trùng: gián, ruồi, kiến, những loài gây hại trong thực phẩm như bọ, mọt, sâu bướm, Thằn lằn, Chim, động vật sống ký sinh trên mèo, chó. Những dấu hiệu của việc bị lây nhiễm các loài gây hại như: có động vật chết, thấy phân, bao bì bị hư hại, có mùi lạ, có đốm bẩn/mất màu, những lỗ trên bề mặt, có những ấu trùng/Nhộng, trứng, mạng nhện, những đống mãnh vụn. Loài gây hại cần có sự an toàn, không bị để ý, nơi ẩn náu để ẩn núp, thực phẩm, nước do đó, loại trừ bất kỳ những điều kiện thuận lợi nào đều trợ giúp cho việc kiểm soát loài gây hại.

## Phương pháp
Phương pháp thông thường có lẽ là người đầu tiên được sử dụng, vì nó là tương đối dễ dàng để tiêu diệt cỏ dại bằng cách đốt chúng hoặc cày chúng dưới đất, và giết động vật ăn cỏ cạnh tranh lớn hơn, chẳng hạn như quạ và chim ăn hạt hoặc săn hươu nai, săn lợn rừng. Các kỹ thuật như luân canh cây trồng, thâm canh tăng vụ (còn được gọi là xen canh hoặc hỗn hợp), và các giống chọn lọc các giống kháng sâu bệnh có một lịch sử lâu dài. Phải đảm bảo việc quản lý thích hợp để làm giảm hoặc loại trừ sự quấy phá của các loài gây hại (bao gồm loài gặm nhấm, côn trùng và chim). Biện pháp vật lý như Dụng cụ diệt ruồi bằng điện, bẫy loài vật gặm nhấm, băng dính ruồi, màn ngăn chim và bẫy dẫn dụ sinh học. Biện pháp hóa học như thuốc diệt động vật gặm nhấm, thuốc trừ sâu, khói.
Có hai nhân tố cho việc ngăn ngừa là loại trừ khả năng xâm nhập: màn che cửa sổ, lối, đi vào, dán kín các lỗ, vết nứt. Loại trừ thức ăn và nơi cư trú: vệ sinh tốt, sạch sẽ không để các mẫu vụn thức ăn vương vãi. Quản lý hiệu quả chất thải, thực phẩm được bao gói tốt, Lau sạch các thứ bị rơi, đổ một cách nhanh chóng, hiệu quả. Không để thực phẩm bên ngoài. Kho chứa bên ngoài phải ngăn chận được loài gây hại. Thực phẩm không được để trực tiếp trên sàn nhà và phải tránh xa các vách ngăn. Nguyên liệu thô phải kiểm tra lúc thu vào và trong suốt quá trình tồn trữ. Thực phẩm phải được tồn trữ trong những vật chứa ngăn được loài vật gây hại. Cống rãnh phải được giữ sạch sẽ và được che chắn.

### Tổng hợp

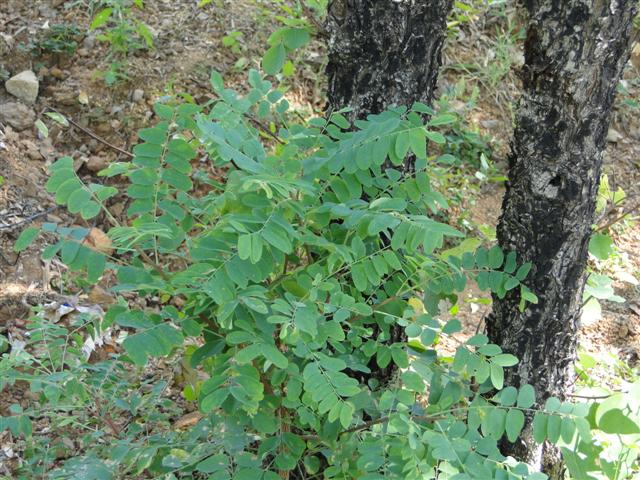
Cây Chloroxylon swietenia được sử dụng kiểm soát dịch hại trong mô hình canh tác lúa gạo hữu cơ ở Ấn Độ

Các sinh vật ngoài cỏ dại gây ra vấn đề trên các trang trại hữu cơ bao gồm động vật chân đốt (ví dụ, côn trùng, ve), tuyến trùng, nấm và vi khuẩn. Biện pháp hữu khuyến cáo áp dụng nhưng không giới hạn:
- Lôi kéo động vật ăn thịt có ích để kiểm soát sâu bệnh bằng cách tạo cho chúng vườn cây hoặc môi trường sống thay thế, thường là hình thức của một băng xanh hoặc đám ruộng cây làm ngân hàng động vật (thường là bọ cánh cứng).
- Khuyến khích các vi sinh vật có lợi;
- Luân canh giống cây trồng đến các địa điểm khác nhau từ năm này sang năm khác làm gián đoạn chu kỳ sinh sản sâu bệnh;
- Trồng cây hoang dã hoặc cây có sức đề kháng cao để đẩy lùi hoặc chuyển hướng sâu bệnh.
- Sử dụng hàng rào bảo vệ cây trồng trong thời kỳ di cư sâu bệnh;
- Sử dụng thuốc trừ sâu sinh học và thuốc diệt cỏ
- Sử dụng biện pháp tạo va làm cũ luống cây trồng để nảy mầm và tiêu diệt cỏ dại trước khi trồng.[1]
- Vệ sinh để loại bỏ môi trường sống sâu bệnh;
- Sử dụng bẫy côn trùng để giám sát và kiểm soát quần thể côn trùng.
- Sử dụng các rào cản vật lý, chẳng hạn như lưới.

### Thuốc trừ sâu
Có thể sử dụng thuốc trừ sâu có các nguồn gốc cho phép trên các trang trại hữu cơ. Những thuốc trừ sâu trong danh mục cho phép không phải là luôn luôn an toàn hơn hoặc thân thiện với môi trường hơn so với thuốc trừ sâu tổng hợp và chúng cũng có thể sẽ gây ra thiệt hại. Rotenon và kim cúc đặc biệt gây tranh cãi vì nhiều ý kiến cho rằng chúng diệt trừ sâu bọ hại bằng bằng cách tấn công các hệ thống thần kinh, giống như hầu hết các loại thuốc trừ sâu thông thường. Rotenon vô cùng độc hại cho cá và có thể gây ra các triệu chứng giống như bệnh Parkinson ở một số loài động vật có vú
Thuốc trừ sâu tổng hợp được phép sử dụng trên các trang trại hữu cơ bao gồm xà phòng diệt côn trùng và các loại dầu làm vườn dùng cho quản lý tiêu diệt côn trùng có thể là vấn đề bảo đảm sức khỏe môi trường hơn một số loại thuốc trừ nấm tổng hợp trong canh tác hữu cơ. Vấn đề môi trường cho nhiều loại sinh vật phát sinh ở mức trung bình sử dụng các chất như vậy đối với một số loại cây trồng. Nguồn gốc thuốc diệt nấm được phép sử dụng trên các trang trại hữu cơ. Đây thường là những loại thuốc hiệu quả đối với các bệnh ảnh hưởng đến rễ

### Diệt côn trùng
Nhiều người thường không nghĩ về sâu bệnh hoặc kiểm soát sâu bệnh cho đến khi họ buộc phải làm như vậy. Khi côn trùng vào nhà, làm ảnh hưởng đến các khu vườn hoặc gây thiệt hại về tài sản. Kiểm soát côn trùng gây hại cần:
- Xác định loại côn trùng gây hại: Đây là bước đầu tiên của kiểm soát dịch hại, nhận dạng chính xác loài côn trùng gây hại sẽ giúp phát triển các biện pháp kiểm soát thích hợp.
- Xem xét việc có bao nhiêu loài côn trùng đang hoạt động: Khả năng có thể chịu đựng được một con côn trùng có trong khu vườn cho một vài tuần, hoặc một con kiến thường xuyên trong nhà bếp, nhưng hầu hết mọi người không khoan nhượng đối với bọ chét và ve.
- Tìm hiểu về các loài sâu bệnh: Xác định các giai đoạn dễ bị tổn thương nhất trong vòng đời của sâu bệnh, xác định nhu cầu và sử dụng kiến thức để tập trung vào các loài vật gây hại. Một con vật cưng cũng có thể mang lại bọ chét vào nhà, một khoảng trống trong cửa sổ có thể làm nhện vào văn phòng, hoặc một phòng tắm ẩm ướt có thể cung cấp đủ độ ẩm cho nấm mốc phát triển.
- Tiếp cận các phương pháp diệt côn trùng, sâu bọ: Nhiều vấn đề sâu bệnh có thể được điều khiển mà không cần thuốc trừ sâu, lưu ý các phương pháp kiểm soát sâu bệnh không dùng hóa chất và độc tính thấp. Nếu dùng thuốc trừ sâu, hay bất kỳ các loại thuốc hóa học để diệt trừ sâu bệnh hãy đọc kỹ toàn bộ nhãn sản phẩm trước khi mua.
- Tìm phương pháp ngăn ngừa sâu bệnh, niêm phong các vết nứt và khe hở cho phép các loài sâu bọ gây hại có thể tiếp cận, hoặc bao gồm cả cây kháng sâu bệnh trong khu vườn và giữ cho cây khỏe mạnh.

## Trong trồng trọt

### Canh tác
Phương pháp phòng trừ sâu hại bằng kỹ thuật canh tác là phương pháp cơ bản, rất quan trọng, đơn giãn, dễ làm, ít tốn kém. Phương pháp phòng trừ sâu hại bằng kỹ thuật canh tác nhằm tạo ra môi trường sinh thái mới không phù hợp với yêu cầu sinh sống của đối tượng dịch hại cần phòng trừ nhưng không làm ảnh hưởng đến sinh trưởng của cây trồng, làm cho đối tượng dịch hại không phát triển được, hoặc di chuyển đi nơi khác hoặc bị tiêu diệt. Phương pháp phòng trừ sâu hại bằng kỹ thuật canh tác gồm các biện pháp như dùng giống kháng là dùng giống ngắn ngày để dịch hại không hoàn thành chu kỳ (vòng đời) nhằm làm giảm mật số sâu và giảm nhẹ thiệt hại do sâu gây ra.
Để tránh những đối tượng dịch hại nguy hiểm có khả năng làm ảnh hưởng lớn đến năng suất cây trồng, người ta bố trí lịch thời vụ tránh những tháng đối tượng này có khả năng phát triển mạnh Một số đối tượng dịch hại có khả năng làm giảm năng suất lúa như nhện gié, rầy cánh trắng, bù lạch thường xuất hiện gây hại trong điều kiện khô hạn người ta bố trí lịch thời vụ tránh khô hạn ở giai quan trọng của cây lúa mà những loại dịch hại này có khả năng làm ảnh hưởng đến năng suất lúa. Xuống giống đồng loạt, thu hoạch nhanh nhằm cắt dứt nguồn thức ăn của sâu hại trên đồng làm giảm mật số sâu hại và giảm nhẹ thiệt hại do chúng gây ra.
Gieo trồng với mật độ thích hợp cũng là biện pháp phòng ngừa sâu bệnh, lúa gieo quá dầy tạo điều kiện cho bệnh đạo ôn, bệnh cháy bìa lá, bệnh đốm vằn, rầy nâu, sâu cuốn lá, phát triển. Mặt khác việc gieo sạ dầy còn cản trỡ hoạt động của thiên địch nhất là loài ký sinh trứng sâu và trứng rầy chính vì lẻ đó mà sâu hại phát triển mạnh trên ruộng sạ dầy. Còn ruộng gieo sạ quá thưa hấp dẫn sâu đục thân đến đẻ trứng và dễ bị ruồi đục lá gây hại, mặt khác việc sạ thưa còn tạo điều kiện cho cỏ dại mọc, cạnh tranh dinh dưỡng với cây lúa. Trên cây bắp nếu gieo dầy cây dễ bị bệnh đốm lá, bệnh đốm vằn gây hại. 

### Cây nhử
Trồng cây bẩy mỗi loại dịch hại đều biểu hiện ưa thích một số cây trồng hoặc thường gây hại ở giai đoạn sinh trưởng nào đó của cây trồng. Dựa vào đặc điểm này của sâu hại người ta trồng cây bẩy nhằm mục đích thu hút và tập trung sâu hại vào một nơi nhất định để tiêu diệt, ngăn chặn chúng xâm nhập vào cây trồng chính. Cây bẩy có thể là loại cây khác với cây trồng chính, hoặc cùng loại với cây trồng chính được trồng với diện tích nhỏ (từ 1 đến vài phần trăm so với diện tích chính vụ) sớm hơn thời điểm xuống giống cây trồng chính hoặc sử dụng giống ngắn ngày. 	
Trồng cây bẩy là biện pháp có nhiều triển vọng được được áp dụng ở nhiều nước trên thế giới như Mỹ, Brazil, Nigeria trồng giống đậu nành chín sớm bên cạnh đậu nành chính vụ để tiêu diệt bọ xít xanh, bọ rùa ăn lá) Ở Mỹ, Nicaragua trồng bông vải giống chín sớm bên cạnh giống bông chính vụ để diệt bọ vòi voi hại bông. Ở Nghệ An dùng giống lúa chín sớm trồng bên cạnh lúa chính vụ để diệt bọ xít hôi. Trồng xen cây hướng dương vào mép liếp đậu phộng để thu hút bướm sâu xanh, sâu khoang đến đẻ trứng. Trồng cây cải xanh (mù tạc) để hấp dẫn sâu tơ đối với cây bắp cải hay trồng xen cây cà chua với cây bắp cải để hạn chế sâu tơ gây hại (2 liếp bắp cải xen 1 liếp cà chua).

### Luân canh
Luân canh với cây trồng khác, luân canh thay đổi cây trồng khác nhau sẽ hạn chế sâu bệnh phát triển. Đối với một số loại côn trùng có tính ăn chuyên tính cao (chỉ gây hại một loại, hoặc 1 họ cây trồng), đối với loại côn trùng này chúng phát triển rất mạnh trên cây ký chủ thích hợp và dễ dẫn đến thiệt hại nặng về năng suất (rầy nâu, sâu tơ) để làm giảm mật số côn trùng này nhằm làm giảm nhẹ thiệt hại do côn trùng gây ra, người ta chuyển trồng loại cây trồng khác hoặc cây họ khác làm mất nguồn thức ăn chính nên côn trùng không gây hại được. Trồng đậu phộng trên đất lúa nước sẽ hạn chế được bệnh chết ẻo, chết xanh, thúi củ do vi khuẩn gây ra trên đậu phộng. Đối với bệnh này dùng thuốc hoặc các biện pháp khác không có hiệu quả.

### Thiên địch

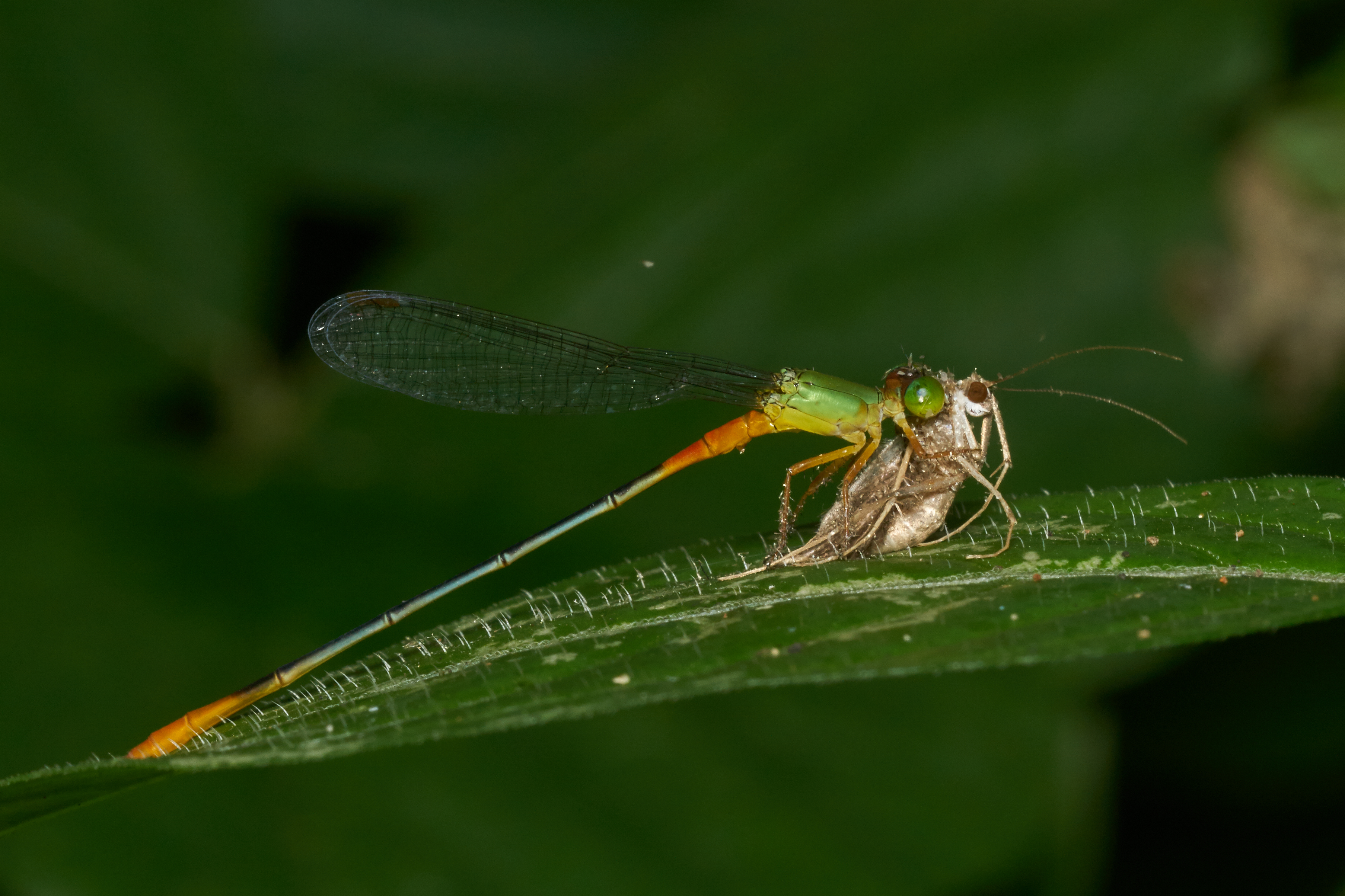
Một con chuồn chuồn đang ăn một con bọ

Phương pháp sinh học còn gọi là đấu tranh sinh học, trong bảo vệ thực vật người ta dùng các loài sinh vật có lợi hay các sản phẩm hoạt động của chúng để ngăn ngừa hoặc làm giảm thiệt hại do các loại sâu bệnh gây ra cho cây trồng. Lợi dụng vào lực lượng thiên địch rất phong phú, đa dạng có sẳn trong tự nhiên, người ta sử dụng các loại thiên địch này để kiềm hãm sự phát triển của côn trùng gây hại. Đây là biện pháp đạt hiệu quả rất lớn, ít tốn kém trong việc phòng trừ sâu hại mà không ảnh hưởng đến sinh trưởng cây trồng, cũng không gây ô nhiễm môi trường và an toàn cho người tiêu dùng sản phẩm.
Sử dụng côn trùng ký sinh và côn trùng bắt mồi. Các loại côn trùng ký sinh và côn trùng bắt mồi còn được gọi là thiên địch còn có nghĩa là kẻ địch tự nhiên của sâu hại cây trồng. 
- Côn trùng bắt mồi: là các loại côn trùng dùng chân, hàm bắt sâu hại và ăn thịt chúng. Một số côn trùng trong nhóm này là nhiện, bọ rùa, kiến 3 khoang, bọt xít, chuồn chuồn kim.
- Côn trùng ký sinh: là các loại côn trùng có ích, chúng đẻ trứng vào cơ thể sâu hại hoặc ký sinh lên trứng sâu hại, sau đó trứng nở ra ấu trùng ăn các bộ phận bên trong cơ thể sâu làm cho sâu chết. Đại diện trong nhóm này là nhóm ong ký sinh như ong cự ký sinh sâu non (Itoplectis narangae), ong vàng (Xanthopimpla sp), ong xanh (Tetrastichus schoenobii) ký sinh sâu đục thân, ong kén nhỏ (Macrocentrus philippinensis), ong đa phôi (Copidosomopsis nacoleiae) ký sinh sâu cuốn lá nhỏ.

Các loại thiên địch được dùng trong phương pháp sinh học có thể là những loài côn trùng có sẳn trong hệ sinh thái ở địa phương, tạo các điều kiện thuận lợi để chúng phát triển và tiêu diệt các loài sâu hại. Nhưng cũng có những loài thiên địch được nhập từ nước ngoài về để bổ sung cho hệ sinh thái địa phương.
Có trên 50.000 loài thiên địch có trong tự nhiên. Trong đó quan trọng nhất là các loài thiên địch thuộc bộ cánh màng (Hymenoptera)và ruồi thuộc bộ 2 cánh (Diptera), Các loài côn trùng bắt mồi chủ yếu thuộc bộ cánh cứng (Coleoptera), bộ cánh nữa (Hemiptera) và một số thuộc bộ cánh vẩy (Lepidoptera). Các loài thiên địch được chia ra làm 3 nhóm sinh học chính là nhóm thiên địch rất chuyên, nhóm này chỉ ăn 1 hay 2 loài ký chủ (ong đen kén trắng lập thể Cotesia chuyên ký sinh sâu cuốn lá nhỏ, ong mắt đỏ Trichogramma joponicum ký sinh sâu đục thân). Nhóm thiên địch tương đối chuyên gồm các thiên địch ăn sâu hại trong cùng một họ côn trùng. Nhóm đa thực là thiên địch ăn sâu hại thuộc các bộ côn trùng khác nhau.
Ví dụ về các loài côn trùng ăn thịt có ích bao gồm các chi Orius, chi bọ mắt lớn (Geocoris), và một ít loài thuộc họ Bọ rùa (Coccinellidae) (thường có xu hướng bay đi), tất cả đều ăn một loạt các loài sâu rệp gây hại cho cây trồng. Các loài thuộc họ Bọ cánh màng có gân (Neuroptera) cũng rất hiệu quả nhưng chúng thường bay đi. Các loài bọ ngựa (Mantodea) lại di chuyển chậm hơn và ăn ít hơn rất nhiều. Ong bắp cày ký sinh có hiệu quả đối với con mồi mà họ đã chọn, nhưng giống như tất cả các loài côn trùng nhỏ khác thì chúng có thể kém hiệu quả ở ngoài trời vì gió sẽ ảnh hưởng đến chuyển động của chúng.
Ở châu Phi phần lớn rệp sáp bột hồng đã được kiểm soát, nhờ có ong ký sinh Anagyrus lopezi, một kẻ thù tự nhiên chuyên biệt của dịch hại. Tại Thái Lan ngay từ khi phát hiện loài rệp này lần đầu tiên cũng đã nhanh chóng phóng thích loài ong ký sinh này và đã thu được hiệu quả. Tỉnh Quảng Trị đã đề ra giải pháp trồng sắn xen lạc là biện pháp canh tác tốt để giữ thiên địch, kiểm soát rệp sáp bột hồng, sử dụng các loài thiên địch tự nhiên như: ong ký sinh; bảo vệ và lợi dụng các loài côn trùng bắt mồi ăn thịt trong tự nhiên như bọ rùa, bọ cánh gân, bọ xít đỏ

## Côn trùng trong nhà
Các côn trùng gây hại trong nhà chủ yếu có ruồi, mỗi, kiến, gián, mối, ve bét

### Mối
Mối có khả năng phát hiện nguồn thức ăn từ xa, chúng có những tín hiệu hoá học, các feromom đã xác định được các tín hiệu hoá học khác nhau như tín hiệu đòi ăn, báo động, phát hiện mồi, có thể dụ mối về hộp nhử mối có tầm chất dẫn dụ và phun thuốc. Nếu mối đã đục khoét các vật dụng nhỏ bằng gỗ trong ngôi nhà thì có thể tháo dỡ các vật dụng đó và đặt nó trong ánh mặt trời. Mối sống trong bóng tối và sợ ánh sáng của trặt trời. Nên đưa các vật dụng trong ánh mặt trời phơi.
Sử dụng dầu hỏa để phòng ngừa và diệt trừ, biện pháp này chỉ được sử dụng để diệt mối gỗ khô và mọt gỗ. Một cách diệt mối mọt trong nhà nữa là dùng nước, có thể tháo các giát giường ngâm vào nước trong vòng 1-2 ngày, sau đó vớt lên. Phơi nắng, đánh véc-ni, quét sơn là một số biện pháp đơn giản giúp chống mối rất tốt cho đồ gỗ. Sử dụng ớt tươi, tinh dầu cam là một sản phẩm diệt mối hữu hiệu. Thay thế đất xung quanh nền nhà bằng một hàng rào cát vì mối không thể đào đường hầm qua cát.

### Gián
Một trong những biện pháp căn bản để triệt tiêu môi trường sống yêu thích, nguồn nước và nguồn thức ăn của chúng. Gián sống được phải có nước. Chúng có thể sống một tháng không cần ăn nhưng không thể sống một tuần mà thiếu nước. Tìm tất cả các nguồn nước rò rỉ trong nhà và sửa chữa chúng. Khi mất nguồn cung cấp nước, gián sẽ dễ sa vào bẫy. Luôn đóng nắp các lỗ thoát nước trong phòng tắm, vì thế gián không thể từ các cống rãnh chui lên. Dọn sạch phân chó và mèo phân trong sân, vì đây có thể trở thành thức ăn cho gián hoặc gián đi qua và mang bẩn vào nhà.
Giữ nhà cửa sạch sẽ, lau nhà thường xuyên, chú ý nhà bếp. Sau bữa ăn, rửa sạch bát đĩa và cất giấu thức ăn thừa cẩn thận. Khi sắp xếp nồi niêu xoong chảo, bát đĩa trên giá, nên úp ngược xuống, để những vật này không trở thành nơi đựng phân hay trứng gián. Chú ý lau dầu mỡ vương vãi trên bếp vì gián rất thích. Giữ thức ăn trong hộp kín. Không để trái cây trên mặt bàn. Thu dọn thùng rác thường xuyên, nên dùng thùng rác có nắp đậy kín. Không để đồ đạc chất đống, lộn xộn. Gián có thể làm tổ ở bất cứ chỗ nào, từ đống giấy báo cho đến quần áo, giẻ lau, nó có thể làm tổ ở tầng áp mái, tầng hầm, nhà kho. Trét kín các lỗ nhỏ, vết nứt, khe hở dọc tường và chân tường, nơi những con gián nhỏ hoặc trứng gián đang ẩn náu.
Dùng bả gián, trộn lẫn bả với thực phẩm mà gián yêu thích (bột bánh, dầu ăn, mỡ, đường) và đặt ở gần tổ của chúng. Một con gián ăn phải bả, sau đó bài tiết chất độc ở tổ khiến các con gián khác chết theo. Nên đặt ở nhiều khu vực, đặc biệt là gần đường đi của chúng hoặc nơi có phân gián. Khi đã đặt bả và bẫy không nên làm sạch khu vực đó quá, gián sẽ chuyển đường đi. Sử dụng các thuốc xịt côn trùng. Nếu muốn giết gián ngay lập tức, có thể xịt cồn.
Sử dụng bẫy gián, những chiếc bẫy gián bán có chất dính khiến gián chui vào đây và không ra được. Đặt những viên băng phiến (long não) ở các góc nhà, gián rất sợ những mùi này. Lắp đèn huỳnh quang vào các tủ bếp và bật sáng, hoặc bật sáng bất cứ khu vực nào không muốn có gián vì gián rất sợ ánh sáng. Nếu giẫm nát hay đập bẹp một con gián, hãy lau sạch khu vực xung quanh cũng như đế giày dép hay dụng cụ đập gián, khi gián chết, trứng của nó vẫn có thể nở nếu không bị xử lý nhanh chóng.
Phèn chua cũng là một trong những khắc tinh của gián, có thể hòa phèn vào nước nóng để phèn tan ra, dùng nước này để lau sàn. Khi sàn khô, phèn chua trắng kết tinh sẽ ngấm vào các kẽ nứt của sàn nhà làm gián không đến gần, có thể rắc phèn chua xung quanh chỗ đựng thức ăn, tủ quần áo để đuổi gián. Bột giặt có khả năng diệt gián mạnh hơn cả những thuốc diệt côn trùng chứa nhiều chất hóa học, cần hòa hỗn hợp bột giặt với nước cho vào bình và xịt trực tiếp lên tổ gián sẽ khiến chúng chết nhanh chóng, có thể rắc bột giặt ở nơi gián hay xuất hiện, gián ăn bột giặt vào sẽ chết. Gián rất thích đồ ngọt nên có thể dùng để bẫy. Diệt gián bằng bột nở (bột baking soda) loại bột này thường dùng để làm bánh ngọt, bánh mì. Dùng bột này trộn vơi một ít bánh hay hành phi để dụ gián tới. Do gián không có hệ thoát hơi như các loài động vật khác nên khi ăn bột nở hệ tiêu hóa của gián sẽ tạo nhiều hơi làm phình bụng mà chết.
Chất đuổi gián tự nhiên là tinh dầu bạc hà, vỏ dưa leo, vỏ cam quýt, tỏi, và dầu đinh hương. Gián sợ mùi của hành tây, khi ngửi thấy mùi này thì chúng sẽ chạy khỏi ngôi nhà. Dùng lá tía tô là cách diệt gián người Mỹ thường dùng, hòa hỗn hợp đường và lá tía tô say nhuyễn đặt vào nơi gián hay xuất hiện. Gián rất sợ mùi của vỏ canh, quýt, nên phơi cỏ cam, quýt hay chanh cho khô rồi để vào tủ hoặc bếp sẽ giúp xua đuổi gián. Dưa chuột cũng có tác dụng diệt gián hiệu quả như hành tây, chỉ cần đặt dưa chuột tươi vào trong bếp hay một góc nào đó gián hay xuất hiện khi thấy mùi dưa chuột gián sẽ bỏ đi, phải thay dưa chuột sau vài ngày bởi khi dưa chuột khô héo, gián lại kéo đến. Khi thấy mùi của lá nguyệt quế là dán cũng bỏ đi .

### Kiến
Kiến không ưa phấn, khi vẽ một vòng bằng phấn bao quanh Calcium carbonate (CaCO3) trong phấn sẽ khiến kiến dừng bước cũng có thể thay phấn bằng vỏ trứng rửa sạch, phơi khô giã nhỏ, rắc bột phấn xung quanh vườn cây để đuổi kiến và sên. Quét vôi quanh gốc cây để đuổi kiến và côn trùng. Rắc một dòng bột mì quanh kệ đựng thức ăn hoặc bất kỳ nơi nào trong nhà thấy kiến.
Kiến dị ứng với cam, chanh, cần xịt một chút nước chanh và ngưỡng cửa và bệ cửa sổ. Sau đó, vắt chanh vào bất kỳ lỗ hay vết nứt nào có kiến, rắc các mẩu vỏ chanh xung quanh các lối đi ngoài trời để ngăn chặn kiến. Chanh cũng có tác dụng chống lại những con gián và bọ chét. Có thể loại bỏ những con kiến trong khu vườn, trên sân và nền nhà bằng cam. Cho một vài miếng vỏ cam cùng một cốc nước ấm vào máy xay sinh tố xay nhuyễn rồi đổ lên những nơi.
Rắc hạt tiêu trên đường kiến đi tìm thức ăn, đổ ít hạt tiêu xuống tổ kiến và kiến sẽ bỏ đi. Ngăn chặn kiến vào nhà bằng cách rắc muối dọc theo đường đi của chúng hoặc ngang cửa. Để ngăn chặn kiến vào nhà, có thể rắc bột thơm xung quanh móng nhà, cửa ra vào và cửa sổ, có thể rắc bột hàn the, lưu huỳnh, dầu đinh hương hay trồng bạc hà quanh nhà, Thả một lá nguyệt quế vào trong thùng đựng thực phẩm hoặc tủ bếp. Kiến ghét mùi giấm và chúng sẽ bỏ đi.

### Muỗi
Để tránh muỗi thì những biện pháp quen thuộc như dọn dẹp môi trường sống sạch sẽ, không để những vũng nước bẩn, tù đọng quanh nhà, những dụ cụ chứa nước đọng, nuôi cá trong hồ để diệt bọ gậy, loăng quăng, dùng lưới chống muỗi; mắc màn khi ngủ, dùng vợt muỗi, thuốc bôi, thuốc xịt côn trùng. Việc phun hóa chất diệt muỗi của ngành y tế hiện chỉ là biện pháp cấp bách ngăn chặn lây lan dịch bệnh. Biện pháp hiệu quả nhất vẫn là diệt loăng quăng mà mọi người dân đều có thể chủ động thực hiện để phòng tránh bệnh. Hóa chất diệt muỗi là một loại chất độc có ảnh hưởng đối với người và các loại động vật nếu sử dụng không đúng. Hầu hết các loại hóa chất thường dùng đều có thể gây độc cho cơ thể
Hiện nay, kỹ thuật phun mù nhiệt với hạt thuốc nhẹ lơ lửng trong không khí lâu hơn, có thể diệt cả muỗi đang bay. So với kỹ thuật phun hóa chất diệt muỗi trước đây (kỹ thuật phun sương lạnh), kỹ thuật phun mù nhiệt có kích thước hạt thuốc siêu nhỏ, phát tán nhanh ra khu vực rộng, hạt thuốc nhẹ, lơ lửng trong không khí lâu hơn. Ưu điểm của kỹ thuật này là hóa chất phun ra tạo thành luồng sương khá dày đặc, mắt thường có thể nhìn thấy được, người thực hiện kiểm soát được lượng hóa chất được phun ra môi trường. Luồng sương hóa chất bay lâu, tồn lưu lâu hơn trong không khí, có thể len lỏi được trong các bụi rậm, duy trì thời gian diệt côn trùng đang bay lâu hơn
Có thể áp dụng các liệu pháp từ cây cỏ tự nhiên như xịt nước tỏi, trồng hương nhu, sả quanh nhà, thoa dầu khuynh diệp và chanh là những cách chống muỗi tự nhiên và hiệu quả. Hỗn hợp dầu khuynh diệp (bạch đàn) và chanh có tác dụng chống muỗi. Hợp chất chiết xuất từ long não có thể diệt muỗi, trồng loại cây hương nhu ở bậu cửa sổ, muỗi sẽ không dám vào nhà. Tỏi có mùi hăng khá khó chịu, đó là lý do khiến muỗi tránh xa. Ép lá chè tươi lấy tinh dầu, thoa lên tóc và da để tránh muỗi. Tinh dầu bạc hà cũng như các chiết xuất của bạc hà đều có tác dụng đuổi muỗi hữu hiệu. Mùi oải hương không chỉ thơm mà còn có tác dụng chống muỗi. Có thể đốt nến có hương sả hoặc xịt tinh dầu sả quanh nhà để chống muỗi. Ngoài ra, trồng những bụi sả quanh nhà cũng là một biện pháp hữu hiệu
Xịt tinh dầu, dùng vợt hay tìm nơi trú ẩn của muỗi để diệt tận gốc là những cách đơn giản giúp giảm bớt loại côn trùng này. Để đuổi muỗi, nhiều nhà xịt một ít tinh dầu chanh, sả, quế, bạc hà, khuynh diệp. Ngoài ra, cũng có thể dùng nhang thơm trừ muỗi hoặc bộ máy xông đuổi muỗi để xua chúng ra khỏi nhà. Cây sả được xem là loại thảo mộc phòng chống muỗi rất hiệu quả. Những góc khuất trong nhà bếp, phòng ngủ, phòng ăn thường là nơi trú ẩn ưa thích của muỗi vì sẽ rất khó để tiêu diệt chúng.

### Ruồi

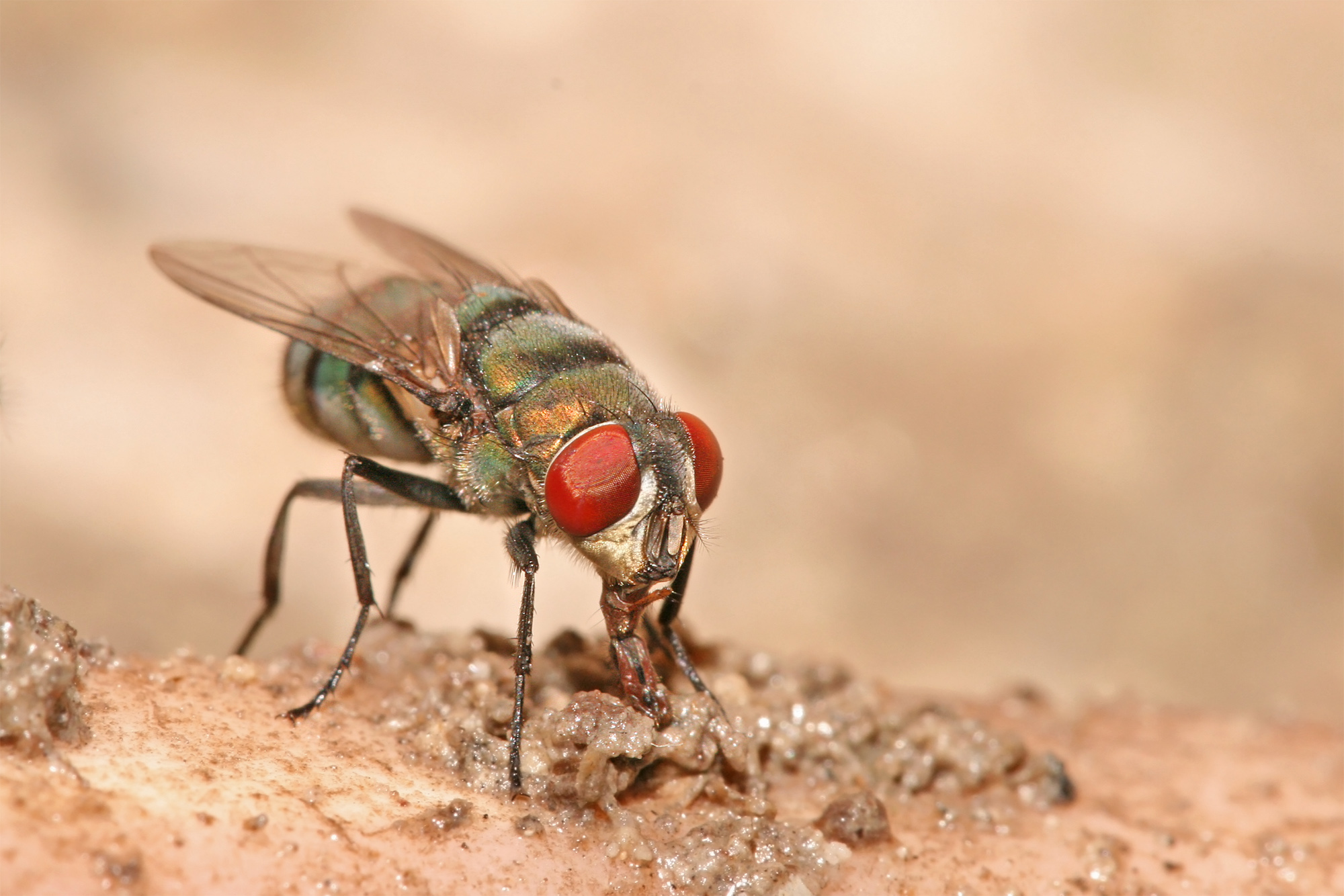
Một con ruồi đang ăn phân

Ngăn chặn nguồn thực phẩm và nơi sinh sản của ruồi bằng cách giữ vệ sinh nhà cửa, luôn lau chùi nhà cửa sạch sẽ, dọn sạch các mẩu vụn thức ăn trong bếp, rửa sạch bát đĩa ngay khi sử dụng, Đóng nắp thùng rác, cất thức ăn vào tủ lạnh hoặc đậy lồng bàn Làm tối phòng để đuổi ruồi nếu nó đã lỡ vào phòng: Hãy tắt điện, kéo rèm làm tối phòng, chỉ chừa một lối thoát nhỏ để ruồi theo hướng ánh sáng đó đi ra ngoài. Trồng cây, cắm hoa, lá khô để đuổi ruồi. Ruồi rất sợ mùi bạc hà, oải hương có thể đặt những cây này ngoài cửa nhà hoặc trong bếp để ngăn ruồi vào, ruồi cũng không thích cây cà chua.
Có thể làm bẫy ruồi bằng những túi nước, hoặc cốc nước chứa đồng xu, đặt ở những điểm xuất hiện nhiều ruồi với nước phải thật trong. Do cấu tạo của mắt khá đặc biệt nên khi nhìn qua nước, ruồi thấy những đồng xu bị biến dạng, nó sẽ sợ mà không dám lại gần Ruồi vốn có thị lực rất nhạy, mắt chúng có cấu trúc như một lăng kính. Các túi nước (ly nước) hoạt động giống như một cái gương, để gây nhầm lẫn cho ruồi. Khi ruồi di chuyển, ánh sáng phản chiếu từ những túi nước (ly nước) làm cho chúng khó khăn và không dám lại gần
Cách đơn giản nhất khi sử dụng đinh hương đuổi ruồi là dùng đinh hương, bạc hà, tiêu đen do ruồi không thích mùi nồng của hạt tiêu đen. Có thể sử dụng bạc hà tươi hoặc sấy khô để đuổi ruồi. Giống như đinh hương, treo những túi bạc hà gần cửa sổ hoặc cửa ra vào. Lá hương thảo rất hấp dẫn ong bướm, nhưng lại mùi hương mạnh của nó lại gây khó chịu với các loài côn trùng, ruồi, muỗi. Cây oải hương có mùi thơm có thể xua đuổi ruồi, sâu bướm và bọ chét. Húng quế có một mùi hương khiến loài ruồi rất ghét.
Trộn vài giọt xà phòng cùng với quế vào một chai giấm và lắc đều. Dung dịch giấm và quế sẽ xua đuổi ruồi, xà phòng khiến ruồi không thể bám vào các vật thể. Mặc dù không giết ruồi trực tiếp, tinh dầu sả sẽ cản trở khả năng bay của ruồi và cho phép tiêu diệt chúng dễ dàng hơn. Lá nguyệt quế là một thảo dược thường được sử dụng nấu ăn và nó cũng có một mùi hương khó chịu khiến ruồi và các loài côn trùng khác như bướm, gián tránh xa. Cây cúc ngải là một loại thảo dược có hoa rất hiệu quả trong việc xua đuổi ruồi và chống mối, mọt, kiến, chuột, muỗi. Ngải cứu là thảo dược có vị đắng và có khả năng diệt côn trùng, xua đuổi bọ ve, ruồi và bướm đêm. Cửu lý hương là loại cây thân gỗ có đặc tính tẩy uế, diệt côn trùng và ruồi (đặc biệt là ruồi giấm) một cách tự nhiên.

## Chuột
Một trong những loài gặm nhấm gây hại là chuột. Nhiều loại bệnh do chuột gây ra kể trên đều chưa có vaccine phòng ngừa, cách tốt nhất để bảo vệ môi trường sống và tránh không bị các bệnh truyền nhiễm kể là hạn chế các loài chuột

### Vệ sinh
Vệ sinh môi trường sống sạch sẽ là một trong những biện pháp đuổi chuột. Thường xuyên dọn nhà sạch sẽ, tránh để những vật dụng bừa bãi làm nơi ẩn náu và sinh sống cho chuột, đặc biệt là những góc khuất hoặc các mảnh vụn thức ăn vương vãi cho chuột kiếm sống. Có thể dùng bẫy chuột được bày bán. Tránh tiếp xúc với chuột hay các chất thải của chuột. Khi ngủ cần phải có mùng màn để đề phòng chuột cắn. Khi phát hiện có chuột chết nên dùng tay ni lông gói chuột vào túi bóng rồi cho vào thùng rác. Tránh trường hợp phát tán virus, vi khuẩn có trong chuột ra môi trường sống gây nên các dịch bệnh. Khi có những biểu hiện phát bệnh sau khi bị chuột cắn, hay tiếp xúc với các chất thải của chuột nên đến gặp bác sĩ.

### Sử dụng mùi
Sử dụng những cách diệt chuột an toàn như dùng tinh chất bạc hà hay dùng bạc hà khô treo ở những nơi chuột hay lui tới. Khi ngửi thấy mùi bạc hà chuột sẽ chạy mất, dùng bột quế hay tinh dầu quế để đuổi chuột. Chuột ác cảm với giấm, với những cục bông tẩm giấm, có thể xua đuổi chuột ra khỏi nhà mình. Tạo ra những cục bông tẩm giấm là găng tay nilon (hoặc găng tay cao su), những viên bông gòn, giấm, một cái bát, phương pháp bông tẩm giấm này chỉ dùng để tránh chuột chứ không diệt được chuột. Dùng khoai tây nghiền hoặc xi măng khô để làm mồi cho chuột ăn. Khi ăn phải khoai tây hoặc xi măng chuột sẽ bị khát nước. Khi gặp nước vào khoai tây hoặc xi măng sẽ nở ra trong dạ dạy chuột và chúng sẽ bị chết.

### Nuôi mèo

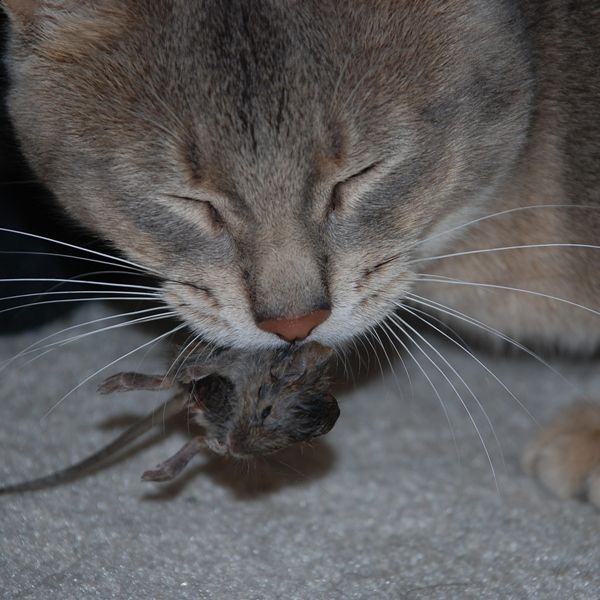
Một con mèo đang bắt chuột

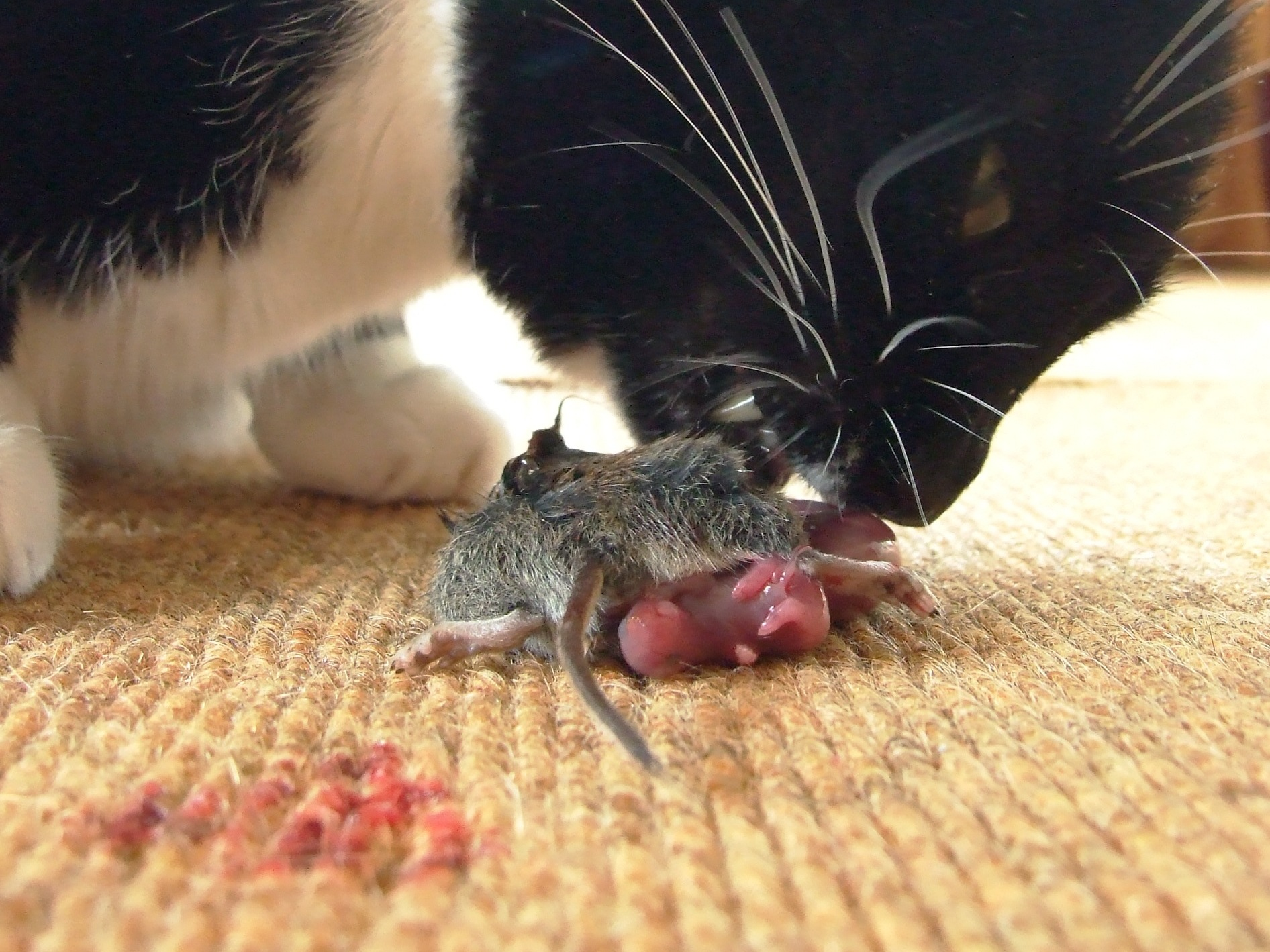
Một con mèo đang ăn thịt chuột

Một trong những phương pháp truyền thống là nuôi mèo vì mèo là thiên địch của chuột. Mèo phát ra một tín hiệu hóa học gây nên cảm giác sợ hãi ở chuột nhắt, chuột sẽ có phản ứng sợ hãi khi phát hiện ra một số loại protein đặc trưng có trong nước bọt của mèo. Các protein có tên Mup, tác động vào các tế bào trong một cơ quan cảm giác đặc biệt ở chuột nhắt gọi là cơ quan khứu giác ở vòm miệng. Cơ quan khứu giác ở vòm miệng chứa các tế bào thần kinh nhận biết các protein đó. Cơ quan này được nối với các vùng liên quan đến trí nhớ, cảm xúc, và giải phóng hoóc môn trong não bộ. Các tế bào thần kinh trong cơ quan khứu giác vòm miệng ở chuột nhắt cũng bị các tín hiệu hóa học từ loài săn mồi kích thích. Các protein đó khiến chuột có các biểu hiện sợ hãi như bất động hoặc nằm sát mặt đất khi chúng đánh hơi và thăm dò xung quanh.
Về tập tính, sở thích của mèo là bắt chuột. Mèo bắt chuột không ngừng nghỉ, bất kể ngày đêm. Một con mèo có thể bao quát được một vùng đất rộng cả ngàn mét vuông và mỗi năm có thể bắt sống trung bình 300-400 con chuột. Khi tiếp xúc với mèo, mỗi lần xuất hiện mèo, đàn chuột nhũn như chi chi, toàn thân run cầm cập, thậm chí đàn chuột quên cả ăn ngủ khi có chú mèo lượn lờ bên ngoài, 90% số chuột sảy thai, lưu thai kể cả khi có nhiều chuột đực nhưng chuột cái vẫn không mang thai do mèo không chỉ bắt chuột, giết chuột, mà vía của mèo còn khiến chuột khó mang thai, khó sinh sản. Do đó, khi vùng đất nào có nhiều mèo, thì có ít chuột, còn ít mèo, thì chuột hoành hành dữ dội, bất kể con người cố gắng diệt chuột như thế nào.